# Jenna Ortega
Pour les articles homonymes, voir Ortega.
Jenna Ortega est une actrice américaine, née le 27 septembre 2002 à Coachella (Californie).
Elle commence sa carrière à l'âge de 10 ans en étant l'une des quatre actrices à interpréter Jane Villanueva enfant dans la série Jane the Virgin, de 2014 à 2019. Elle devient ensuite l'une des égéries de la chaîne Disney Channel avec son rôle dans la série Harley, le cadet de mes soucis (2016-2018) et prête également sa voix à la princesse Isabel dans la série d'animation Elena d'Avalor (2016-2020). Après ses années chez Disney, elle tient l'un des rôles principaux dans la deuxième saison de la série You (2019).
Jenna Ortega se dirige ensuite vers le cinéma et enchaîne les rôles dans des projets appréciés par la critique comme la comédie Yes Day (2021) et le film dramatique The Fallout (2021). Elle obtient ensuite le statut de « Scream Queen » avec ses rôles dans les films d'horreur The Babysitter: Killer Queen (2020) et X (2022). Avec le rôle de Tara Carpenter dans le film Scream (2022), cinquième volet de la franchise du même titre et succès commercial, l'actrice renforce son image de figure de l'horreur. Elle reprend son rôle dans le sixième film, sorti en 2023.
En 2022, elle devient la nouvelle interprète de Mercredi Addams dans la série fantastique Mercredi, diffusée sur Netflix. Pour ce rôle, Jenna Ortega reçoit sa première nomination aux Golden Globes dans la catégorie meilleure actrice dans une série télévisée musicale ou comique.

## Biographie

### Jeunesse
Jenna Marie Ortega naît le 27 septembre 2002 à Coachella, dans le comté de Riverside, en Californie, d’un père d’origine mexicaine et d’une mère d’origines mexicano-portoricaine. Elle est la quatrième d’une fratrie de six enfants : Mariah, Isaac (né le 1er janvier 1998), Mia (née le 15 mai 2000), Aliyah et Markus (nés le 23 juillet 2004). Dès l’âge de 6 ans, elle montre de l’intérêt pour le métier d’acteur, puis à l’âge de 8 ans, avec l’aide de sa mère et d’agents, elle commence à passer des castings. En raison de sa carrière, Jenna Ortega n'a pas « vraiment vécu un mode de vie normal » et a exprimé le regret de ne pas avoir vécu l'expérience traditionnelle du lycée et les étapes importantes de l'adolescence telles que le bal de fin d'année et la remise des diplômes.

### Carrière

#### Premiers rôles et séries Disney
En 2012, elle joue un rôle mineur dans un épisode des Experts : Manhattan. L’année suivante, elle tourne dans deux films de cinéma au succès international : Insidious : Chapitre 2 et Iron Man 3. Elle est révélée notamment par ses rôles de la version jeune de l’héroïne Jane Villanueva dans la série Jane the Virgin, diffusée sur The CW, et d’Harley Diaz dans la série Harley, le cadet de mes soucis, diffusée sur Disney Channel,.
En octobre 2014, elle est choisie pour le rôle de Darcy dans la série de Netflix, Richie Rich,. De 2016 à 2019, elle prête également sa voix à la princesse Isabel dans la série d’animation Elena d'Avalor,. Jenna Ortega fait son retour au cinéma en 2017 dans le film Saving Flora, dont elle est en tête d’affiche. Elle incarne Dawn, la fille d’un propriétaire de cirque qui aide à sauver Flora, un vieil éléphant qui ne peut plus exécuter ses tours et qui doit être euthanasié.

#### Transition vers des rôles plus matures
En mars 2018, elle rejoint le casting de la série télévisée de la chaîne ABC, Man of the House, dans le rôle d’Elena. La série ne dépasse finalement pas le stade de pilote. À l’automne de la même année, elle participe au vidéoclip Legendary, l’hymne de Disney Channel qui réunit une vingtaine de talents féminins de la chaîne, dont Peyton Elizabeth Lee, Sofia Wylie et Madison Hu.
En 2019, elle rejoint la distribution principale de la série You, portée par Penn Badgley, à partir de la seconde saison. Elle y interprète Ellie Alves, la voisine du personnage principal,. La jeune actrice montante est alors convoitée par les studios de cinéma. Elle rejoint, dans l'un des premiers rôles, la suite de La Baby-Sitter, sortie en 2017 et toujours dirigée par McG,,. Elle décroche ensuite le premier rôle du drame The Fallout réalisé par l'actrice canadienne Megan Park, ainsi que celui de la fille de Jennifer Garner dans Yes Day réalisé par Miguel Arteta pour Netflix.

#### Succès grand public etMercredi
Dans le film d'horreur Scream (2022) — le cinquième film de la franchise Scream — Jenna Ortega interprète le rôle de Tara Carpenter,, à propos duquel elle a déclaré : « Je ne pense même pas qu'il y ait des mots dans la langue anglaise pour exprimer correctement à quel point je suis heureuse, excitée et nerveuse pour ce voyage ». Les réalisateurs Matt Bettinelli-Olpin et Tyler Gillett la choisisent en raison de sa capacité à jouer à la fois l'horreur et le comique, ainsi que pour le son de son cri. Jenna Ortega se sentait nerveuse à l'idée de rejoindre une franchise bien connue ; elle voulait « lui rendre justice » tout en « n'arnaquant personne ». Elle a déclaré que son expérience de travail sur le film l'a aidée à comprendre à quel point l'alchimie entre les acteurs était cruciale pour le déroulement naturel du processus de production. Jenna Ortega joue dans le film d'horreur X (2022), réalisé et écrit par Ti West, qui a déclaré qu'elle était « intrépide dans son engagement ». Elle cite le scénario, qui était « la chose la plus scandaleuse que j'aie jamais lue », et l'opportunité de travailler avec Ti West comme les raisons qui l'ont poussée à participer au projet. Elle a trouvé le processus de tournage agréable et unique en raison du style du réalisateur.

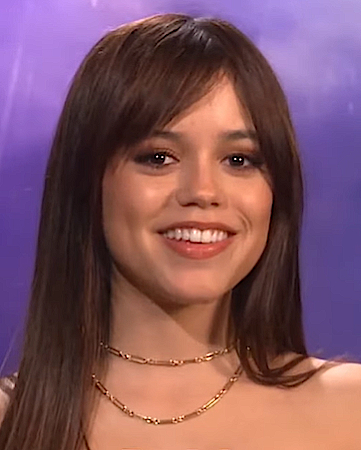
L'actrice en 2022 pour la promotion de Mercredi.

Elle est ensuite choisie pour le rôle-titre de la série Mercredi (2022), centrée sur la fille de la famille Addams, où elle est notamment dirigée par Tim Burton. Cette interprétation lui vaut une nomination aux Golden Globes 2023. Le 6 janvier 2023, Netflix annonce officiellement que Mercredi est renouvelée pour une seconde saison,.
Jenna Ortega reprend son rôle de Tara Carpenter dans Scream 6. Elle déclare que son personnage avait plus de personnalité dans ce film, contrairement à l'épisode précédent dans lequel elle « criait et pleurait tout le temps ». Pour créer la personnalité de Tara, Jenna Ortega a pris en compte plusieurs traits de caractère du personnage, notamment sa couleur préférée, son style de mode, son maquillage et son sens de l'humour. En novembre 2023, elle quitte la franchise Scream en raison de conflits d'horaire avec le tournage de la deuxième saison de Mercredi. En avril 2025, elle nie avoir quitté le projet pour des raisons d'emploi du temps, et confirme dans une interview avec The Cut que son départ est en réalité dû à des conflits avec la production, citant notamment le départ de l'actrice Melissa Barrera, renvoyée suite à des propos sur le conflit à Gaza, et l'absence des réalisateurs Matt Bettinelli-Olpin et Tyler Gillet.
Pendant le tournage de Mercredi, Jenna Ortega auditionne pour le rôle de Mabel, la fille d'un trafiquant de drogue qui cherche à suivre sa propre voie dans la vie, dans le film policier Finestkind réalisé par Brian Helgeland,,.
Jenna Ortega a rejoint le casting de Miller's Girl de Lionsgate et Point Grey Pictures, aux côtés de Martin Freeman. Elle sera la vedette et la productrice exécutive du drame romantique Winter Spring Summer or Fall. Elle a joué dans le film fantastique de Tim Burton, Beetlejuice Beetlejuice, la suite de Beetlejuice (1988),. Jenna Ortega reprend son rôle dans la deuxième saison de Mercredi. Elle est également devenue productrice exécutive, ce qu'elle a décrit comme une « progression naturelle » puisque la première saison était « naturellement déjà très collaborative ». Jenna Ortega participe notamment à la supervision des costumes, des personnages et des scénarios.

### Vie privée
Jenna Ortega utilise ses plateformes pour promouvoir le soutien aux immigrants et la politique les concernant. Elle soutient Pride Over Prejudice, une campagne qui promeut l'acceptation de la communauté LGBT ; elle milite pour cette organisation depuis l'âge de 13 ans,. Elle est pro-immigration et anti-discrimination, et a déclaré au magazine Teen Vogue : « Il est important d'embrasser sa culture aujourd'hui parce qu'il y a tellement d'ethnies différentes en Amérique. En fin de compte, vous êtes vous-même. Vous devez rester fidèle à vous-même, et vous ne pouvez pas vous changer pour vous intégrer ou pour que quelqu'un d'autre se sente à l'aise ».
En 2016, Jenna Ortega organise un meet and greet pour ses fans afin de récolter des fonds pour une jeune fille atteinte d'un cancer. En 2018, lors des Radio Disney Music Awards, Jenna Ortega porte une veste qui affichait les mots « I Do Care And U Should Too » (en français : « Je m'en soucie et vous devriez aussi ») en réponse au vêtement de la Première dame des États-Unis Melania Trump, lorsqu'elle est allée rendre visite à des enfants immigrés hébergés sans leurs parents, sur lequel on pouvait lire « I Really Don't Care. Do U ? » (en français : « Je m'en fous vraiment. Et vous ? »). Cette action a bénéficié d'une importante couverture médiatique. Au sujet de cette dernière, Jenna Ortega a déclaré au magazine américain Forbes : « Je me souviens que je parcourais les informations sur mon téléphone et j'ai vu ce que Melania portait en allant rendre visite aux enfants immigrés. J'étais profondément offensée et à ce moment précis, j'ai su ce que je voulais que ma déclaration soit... ».
Tout au long de l'année 2019, Jenna Ortega a participé à de nombreux concerts WE Day à travers les États-Unis et le Canada au profit de l'association WE Charity. En 2020, Jenna Ortega est nommée ambassadrice de la marque Neutrogena,. En devenant ambassadrice, elle a déclaré au magazine ¡Hola! : « Je ne pourrais pas être plus extatique. Je le dis et le répète, mais c'est vraiment un sentiment surréaliste, surtout avec une marque aussi emblématique, que j'admire depuis si longtemps ». L'année suivante, Jenna Ortega annonce sur son compte Instagram qu'elle s'associe à Neutrogena pour « For People with Skin », qui est un « engagement de l'équipe à faire progresser la santé de la peau pour tous les consommateurs, quels que soient leur race, leur âge, leur origine ethnique, leurs besoins en matière de peau ou leurs revenus ».
En 2022, Jenna Ortega révèle qu'elle a presque arrêté d'être actrice pour devenir footballeuse. Elle a dit avoir joué à tous les postes offensifs et dans certains cas comme milieu de terrain. Jeune fille, elle a participé à l'American Youth Soccer Organization (AYSO), un programme de football pour les jeunes.

## Style d'acteur et influences
En 2021, Jenna Ortega déclare à la chaîne de télévision E! qu'elle ne veut pas être « cataloguée en tant qu'actrice » et que son désir de « jouer les rôles les plus diversifiés possible et de changer de registre » lui facilite la transition vers des rôles de maturité. En 2022, elle déclare au site web Rotten Tomatoes que les films d'horreur sont ceux dans lesquelles elle se sent le plus à l'aise et qu'elle est « assez à l'aise avec tous les trucs d'horreur »,.
Dans une interview accordée au site web Collider, Jenna Ortega a déclaré qu'elle avait été inspirée par la performance de l'actrice américaine Dakota Fanning dans le film Man on Fire (2004), déclarant : « Après avoir observé Dakota, qui était manifestement si talentueuse à un si jeune âge, j'ai décidé que je voulais être la version portoricaine d'elle »,. Elle a également déclaré qu'elle pensait que l'acteur américain Denzel Washington était « l'homme le plus cool que j'aie jamais vu de ma vie ». Jenna Ortega cite également l'actrice américaine Gina Rodriguez, avec qui elle a travaillé dans la série télévisée Jane the Virgin, comme l'une de ses principales influences. Elle a déclaré qu'elle admire Gina Rodriguez pour son histoire similaire à la sienne, et pour ses efforts et ses capacités.

## Image publique
En 2020, Jenna Ortega est classée première sur la liste 20 Under 20 (20 personnes de moins de 20 ans) du média PopSugar. En 2022, elle est surnommée la « Next Big Thing » (la prochaine grosse chose) par le magazine The Hollywood Reporter. Après avoir joué un rôle dans les médias d'horreur en 2022, Ortega est couronnée « Scream Queen »,. Dans son article sur le statut, le site web Inverse fait remarquer qu'elle a élargi la définition du terme grâce à ses rôles polyvalents, ayant été à la fois « le hareng rouge et la dernière survivante, dans le même film ».

## Filmographie
Sauf indication contraire, les informations mentionnées dans cette section peuvent être confirmées par la base de données cinématographiques IMDb,  présente dans la section « Liens externes ».

### Cinéma

#### Longs métrages
- 2013 : Iron Man 3 de Shane Black : la fille du vice-président
- 2013 : Insidious : Chapitre 2 (Insidious: Chapter 2) de James Wan : Annie
- 2014 : The Little Rascals Save the Day d'Alex Zamm : Mary Ann
- 2015 : After Words de Juan Feldman : Anna Chapa
- 2018 : Sauvez Flora l'éléphant (Saving Flora) de Mark Drury Taylor : Dawn
- 2019 : Wyrm de Christopher Winterbauer: Suzie
- 2020 : The Babysitter: Killer Queen de McG : Phoebe Atwell
- 2021 : Yes Day de Miguel Arteta : Katie Torres
- 2021 : The Fallout de Megan Park : Vada Cavell
- 2022 : Scream de Tyler Gillett et Matt Bettinelli-Olpin : Tara Carpenter
- 2022 : X de Ti West : Lorraine Day
- 2022 : Studio 666 de BJ McDonnell : Skye Willow
- 2022 : American Carnage de Diego Hallivis : Camila Montes
- 2023 : Scream 6 de Tyler Gillett et Matt Bettinelli-Olpin : Tara Carpenter
- 2023 : Finestkind de Brian Helgeland : Mabel
- 2024 : Beetlejuice Beetlejuice de Tim Burton : Astrid Deetz
- 2024 : Miller's Girl de Jade Halley Bartlett : Cairo Sweet
- 2024 : Winter Spring Summer or Fall (en) de Tiffany Paulsen : Remi
- 2025 : Hurry Up Tomorrow de Trey Edward Shults : Anima
- 2025 : Death of a Unicorn d'Alex Scharfman : Ridley
- 2026 : The Gallerist de Cathy Yan

#### Courts métrages
- 2014 : Young Love de Jacob Michael Keller : la fille
- 2019 : Girl Code de Julie Bowen : Olivia

### Télévision

#### Séries télévisées
- 2012 : Les Experts : Manhattan (CSI: NY) : Aimee Moore
- 2012 : Rob : une fille
- 2013 : Des jours et des vies (Days of our Lives) : Hayley
- 2013 : Deadtime Stories : la fille
- 2014 : Rake : Zoe Leon
- 2014 : AwesomenessTV : Lily
- 2014 - 2019 : Jane the Virgin : Jane Villanueva à 12 ans
- 2015 : Richie Rich : Darcy
- 2016 - 2018 : Harley, le cadet de mes soucis (Stuck in the Middle) : Harley Diaz
- 2016 - 2020 : Elena d'Avalor (Elena of Avalor) : Princesse Isabel Castillo Flores (voix)
- 2018 : Frankie et Paige (Bizaardvark) : Izzy
- 2019 : You : Ellie Alves
- 2019 - 2022 : Les Green à Big City (Big City Greens) : Gabriella Espinosa (voix)
- 2020 - 2022 : Jurassic World : La Colo du Crétacé (Jurassic World Camp Cretaceous) : Brooklynn (voix)
- 2022 / 2025 : Mercredi (Wednesday) : Mercredi Addams

#### Téléfilm
- 2014 : Cookie Connection (The Cookie Mobster) de Kevin Connor : Nita

#### Clips
- 2017 : Chapstick de Jacob Sartorius[67], réalisé par Nathan Crooker
- 2024 : Taste de Sabrina Carpenter[68], réalisé par Dave Meyers
- 2025 : Drive de The Weeknd, réalisé par Trey Edward Shults

### Productrice déléguée
- 2024 : Winter Spring Summer or Fall (en) de Tiffany Paulsen
- 2025 : Death of a Unicorn d'Alex Scharfman

## Distinctions
Sauf indication contraire, les informations mentionnées dans cette section peuvent être confirmées par la base de données cinématographiques IMDb,  présente dans la section « Liens externes ».

### Récompenses
- 2018 : Imagen Awards : meilleure jeune actrice de télévision pour Harley, le cadet de mes soucis
- 2022 : MTV Movie & TV Awards : performance la plus effrayante pour Scream
- 2023 : MTV Movie & TV Awards : meilleure performance dans une série télévisée pour Mercredi
- 2024 : Saturn Awards : meilleur jeune acteur de télévision pour Mercredi

### Nominations
- 2016 : Imagen Awards : meilleure jeune actrice de télévision pour Harley, le cadet de mes soucis
- 2018 : Festival international du film de Southampton : Meilleure actrice pour Saving Flora
- 2019 : Imagen Awards : 
  - Meilleure jeune actrice de télévision pour Harley, le cadet de mes soucis
  - Meilleure jeune actrice de télévision pour Elena d'Avalor
- 2021 : Imagen Awards : meilleure actrice dans un film pour Yes Day
- 2022 : International Online Cinema Awards : meilleure actrice dans une mini-série ou un téléfilm pour The Fallout
- 2022 : Hollywood Critics Association Midseason Awards : meilleure actrice pour The Fallout
- 2023 : Golden Globes : meilleure actrice dans une série musicale ou comique pour Mercredi
- 2023 : SAG Awards : meilleure actrice dans une série comique pour Mercredi
- 2023 : Kids' Choice Awards : meilleure actrice dans une série comique pour Mercredi
- 2023 : Fangoria Chainsaw Awards : meilleure performance dans un second rôle pour Scream
- 2023 : Emmy Awards : meilleure actrice dans une série comique pour Mercredi

## Voix francophones
En version française, Emmylou Homs, est la voix régulière de l'actrice depuis Yes Day en 2021. Elle la double également dans The Fallout, la saga Scream, Mercredi, American Carnage (en), Finestkind, Miller's Girl, ou encore Beetlejuice Beetlejuice.
Jenna Ortega avait été doublée auparavant par Thelma Du Pac dans Rake,, Nancy Philippot dans Richie Rich, Alayin Dubois dans Harley, le cadet de mes soucis, Marion Huguenin dans The Babysitter: Killer Queen, et par Clara Quilichini, dans Jane the Virgin et You.
En version québécoise, elle est doublée à deux occasions par Marguerite D'Amour dans Les Petits Garnements à la rescousse ! (en) et X mais également par Marilou Martineau dans la saga Frissons.